# Lycodes raridens
Lycodes raridens és una espècie de peix de la família dels zoàrcids i de l'ordre dels perciformes.

## Morfologia
- Els mascles poden assolir 77 cm de longitud total.[4][5]

## Hàbitat
És un peix marí, de clima temperat i demersal que viu entre 10-400 m de fondària.

## Distribució geogràfica
Es troba al Pacífic nord: Alaska i Rússia.

## Observacions
És inofensiu per als humans.